# Фрідріх Кляйнвехтер
Фрідріх Кляйнвехтер (* 25 лютого 1838, Прага (на той час - Австрійська імперія) - † 12 грудня 1927, Чернівці, Австро-Угорська імперія) — педагог, юрист, економіст, двічі обирався ректором Чернівецького університету

## Біографія
Фрідріх Кляйнвехтер народився в 1838 році у Празі (на той час – столиця Чеського королівства у складі Австрійської імперії).

Початкову освіту здобув вдома.

З 1847 по 1855 рік навчається в гімназії у Празі, а після її закінчення продовжує навчання у Празькому університеті(Карловому університеті).

В 1862 році захищає дисертацію та отримує ступінь доктора юридичних наук.

У 1865-1866 роках викладає в Празі національну економію (політекономію), у 1866-1871 роках обіймає посаду приватного доцента.

У 1871-1872 роках – викладач політекономії та аграрного права в сільськогосподарському навчальному закладі в Богемії.

З 1872 по 1875 роки – професор національної економії та статистики в Балтійській «Політехніці» в Ризі (Ризький політехнікум).

З відкриттям в 1875 році  в Чернівцях університету викладає в ньому і стає почесним професором.

У 1882-1883 навчальному році – ректор Чернівецького університету імені Франца Йосифа.

В 1881 році отримує ступінь державного радника.

У січні 1890 року призначений головою історико-правничої державно-екзаменаційної комісії суспільно-політичних наук.

В 1893-1894 навчальному році знову обраний ректором Чернівецького університету.

З 1898 року – радник двору.

З січня 1899 року Фрідріх Кляйнвехтер стає акредитованим членом Буковинської торгово-промислової палати.

Помер у Чернівцях 1927 року.

## Наукові праці
- “Основи навчання сільського господарства” (1871)
- “Правничо-суспільно-політичний факультет в Австрії” (1876)
- “Картки. Доповнення до питання по організації народного господарства” (1883)

## Нагороди
- Почесний громадянин Чернівців (1908)